# Pulau Renggis
Pulau Renggis est une îlot situé dans le Sud de l'île principale de Singapour, à l'ouest de Pulau Selugu et au sud-est de Pulau Keppel.

## Géographie
Il s'agit d'un îlot de type relief d'une dizaine de mètres recouvert de végétation. 